# فیرفیلد، یوتا
فیرفیلد (به انگلیسی: Fairfield) شهری در ایالت یوتا کشور ایالات متحده آمریکا است که جمعیت آن در سرشماری سال ۲۰۱۰ میلادی، ۱۱۹ نفر بوده‌است.